# Woodsia glabella
Espèce
Woodsia glabella est une espèce de petites fougères du genre Woodsia appartenant à la famille des Woodsiaceae que l'on trouve dans les régions circumboréales et en haute montagne. C'est l'espèce la plus petite de son genre.

## Taxonomie

### Synonymes
- Woodsia alpina (Bolton) Gray var. glabella (R.Brown ex Richardson) D.C.Eaton
- Woodsia hyperborea (Lilj.) R.Brown ex Richardson var. glabella (Richardson) Watt

### Sous-espèces
- Woodsia glabella subsp. asplenioides (Sibérie)
- Woodsia glabella subsp. pinnatifida (Sibérie)

## Description
Cette plante, dont le rhizome compact et dressé possède d'abondants pétioles sempervirents de longueur plus ou moins égale, se présente sous la forme de frondes dressées monomorphes au maximum de 10 cm de hauteur et de 2 cm de largeur à limbes lancéolés. Dans les régions arctiques, elle atteint à peine deux ou trois centimètres de hauteur.
Comme son nom l'indique, cette espèce est glabre : ses rhizomes portent des pétioles sans écailles.

## Distribution et habitat
Woodsia glabella se rencontre sur les sols calcaires des zones froides de l'hémisphère nord (Scandinavie, Groenland, Alaska, Grands Lacs, nord de la Russie et de la Sibérie) ainsi qu'en montagne, des Alpes jusqu'aux Pyrénées et dans l'Himalaya.
Elle apprécie les crevasses humides ou les éboulis rocheux calcaires et les talus argileux. Elle supporte les hivers jusqu'à -40°, mais nécessite une exposition au soleil en été.